# Бушинский, Апполинарий Иванович
Апполинарий Иванович Бушинский — советский хозяйственный, государственный и политический деятель, Герой Социалистического Труда.

## Биография
Родился в 1928 году в Винницкой области. Член КПСС.
С 1949 года — на хозяйственной, общественной и политической работе. В 1949—1982 гг. — бурильщик шурфов, помощник машиниста, машинист дробильной установки Гниванского карьероуправления «Житомирнерудпром» Министерства промышленности строительных материалов Украинской ССР в Тывровском районе Винницкой области.
Указом Президиума Верховного Совета СССР от 7 мая 1971 году за образцовое выполнение заданий пятилетнего плана присвоено звание Героя Социалистического Труда с вручением ордена Ленина и золотой медали «Серп и Молот».
Делегат XXV съезда КПСС.
Умер в Гнивани в 1982 году.